# Samir Aboud
Pour les articles homonymes, voir Aboud (homonymie).
Samir Aboud est un footballeur international libyen né le 29 septembre 1972. Il évolue au poste de gardien de but.
Aboud a participé à la Coupe d'Afrique des nations 2006 puis à la Coupe d'Afrique des nations 2012 avec l'équipe de Libye.
En club, il marque quatre penalties au cours de sa carrière.

## Palmarès
- Champion de Libye en 1991, 2002, 2003, 2005, 2006 et 2007
- Vainqueur de la Coupe de Libye en 1992, 1999, 2004, 2005 et 2007
- Vainqueur de la Supercoupe de Libye en 1999, 2002, 2003, 2004, 2005, 2006, 2007